# 표면파 규모
표면파 규모 (Surface wave magnitude, Ms)는 지진학에서 특정 지진의 지진 규모를 측정하는 데 사용하는 척도 중 하나이다. 지구 표면을 따라 이동하는 표면파인 레일리파를 통해 측정한다. 표면파 규모는 1935년 찰스 릭터가 처음으로 개발하고 1940년대에서 50년대 사이 릭터와 베노 구텐베르크가 개량한 릭터 규모(혹은 국지 규모)와 깊은 관련이 있다. 표면파 규모는 중화인민공화국에서 지진 분류를 위한 표준기준(GB 17740-1999)으로 사용하고 있다.
표면파 규모는 1942년 베노 구텐베르크가 릭터 규모가 측정할 수 있는 규모보다 더 강하거나 더 멀리 떨어진 곳에서 일어난 진원 깊이가 얉은 지진을 측정하기 위해 개발하였으며, 기호로 Ms, Ms, MS 등으로 표기한다. Ms 규모는 약 6정도까지 ML (릭터 규모) 규모와 일치하며 대략 0.5 정도 차이가 난다.

## 정의
표면파 규모를 정의하는 공식은 아래와 같다.
{\displaystyle M_{s}=\log _{10}\left({\frac {A}{T}}\right)_{\text{max}}+\sigma (\Delta )\,,}
여기서 A는 표면파의 최대 입자변위(두 수평변위의 벡터합으로 계산)을 마이크로미터 단위(μm)로 나타낸 것이며, T는 초 단위의 주기이며 보통 20±2초를 사용하며, Δ는 도(°) 단위의 진앙과의 거리이다. 또한 델타함수는 아래와 같다.
{\displaystyle \sigma (\Delta )=1.66\cdot \log _{10}(\Delta )+3.5\,.}
위의 기본 방정식을 20세기 걸쳐 변형식으로 나오거나 상수값을 보정한 다양한 방정식이 등장하였다. 원래의 {\displaystyle M_{s}}는 원지지진(Teleseism)의 지진파, 즉 지진계가 진앙으로부터 약 100 km 이상 떨어진 지점에 있는 천발지진을 위해 측정했기 때문에 진앙과의 거리가 50 km 이하거나 두 지진계의 각도가 20°보다 작을 경우 보정치 추가가 필요하다.
중국 정부가 공식적으로 사용하는 표면파 규모에서는 두 수평변위를 동시에 혹은 1/8 주기 이내에 측정한 수치로 측정해야 한다. 만일 두 변위의 주기가 크게 다를 경우 아래의 가중합계공식을 통해 측정값을 보정하여 사용해야 한다.
{\displaystyle T={\frac {T_{N}A_{N}+T_{E}A_{E}}{A_{N}+A_{E}}}\,,}
여기서 AN은 남북 변위의 마이크로미터 단위 변위길이이며, AE는 동서 변위의 마이크로미터 단위 변위길이이고 TN은 AN에 해당하는 주기(초)이며 TE는 AE에 해당하는 주기(초)이다.

## 기타 공식
체코의 지진학자 블라디미르 토비아시와 독일의 지진학자 라인하르트 미타크는 아래의 공식을 사용하여 릭터 규모와 표면파 규모 사이의 관계식을 발표하였다.
{\displaystyle M_{s}=-3.2+1.45M_{L}}
1962년 처음 개발되고 1967년 IASPEI가 본격적으로 사용을 권고한 "모스크바-프라하 공식"은 표준화된 Ms20(Ms_20, Ms(20)) 규모 척도 계산식이다. 그 외에도 최대 60초 주기의 가장 강력한 레일리파 진폭을 측정하는 광대역 개정 규모(Ms_BB, Ms(BB))도 있다. 중국에서 사용하는 Ms 척도는 중국이 개발한 763형 장주기 지진계에 사용하기 위해 조정한 수정 표면파 규모이다.
1967년 모스크바-프라하 공식은 아래와 같다. 여기서 A는 수평 성분 표면파의 최대 진폭(단위 μm), T는 주기이다.
{\displaystyle M_{s}=\log(A/T)+1.66\log \Delta +3.30} (20° ≦ Δ ≦ 60°)
러시아 일부 지역에서 사용하는 MLH 규모는 표면파 규모이다.
CHEN 등이 제시한 중국에서 가끔씩 사용하는 표면파 규모를 계산하는 보정된 공식은 아래 세 가지 종류가 있다.
{\displaystyle M_{s}=\log _{10}\left({\frac {A_{max}}{T}}\right)+1.54\cdot \log _{10}(\Delta )+3.53}
{\displaystyle M_{s}=\log _{10}\left({\frac {A_{max}}{T}}\right)+1.73\cdot \log _{10}(\Delta )+3.27}
{\displaystyle M_{s}=\log _{10}\left({\frac {A_{max}}{T}}\right)-6.2\cdot \log _{10}(\Delta )+20.6}

## 같이 보기
- 릭터 규모
- 실체파 규모

## 참고 문헌
- Gutenberg, B.; Richter, C. F. (1936), “On seismic waves (third paper)”, 《Gerlands Beiträge zur Geophysik》 47: 73–131.

- Gutenberg, B. (January 1945a), “Amplitudes of surface Waves and magnitudes of shallow earthquakes” (PDF), 《Bulletin of the Seismological Society of America》 35 (1): 3–12.

- Havskov, J.; Ottemöller, L. (October 2009), 《Processing Earthquake Data》 (PDF)[깨진 링크(과거 내용 찾기)].

- Robert E. Wallace, 편집. (1991). “The San Andreas Fault System, California (Professional Paper 1515)”. USGS. 2021년 5월 3일에 원본 문서에서 보존된 문서. 2008년 9월 14일에 확인함.